# Peter Jamvold
Peter Krefting Jamvold (Løten, Hedmark, 27 d'agost de 1896 - Oslo, 4 de juny de 1962) va ser un regatista noruec que va competir a començaments del segle xx. Era cosí del també regatista Gunnar Jamvold.
El 1920 va prendre part en els Jocs Olímpics d'Anvers, on va guanyar la medalla d'or en els 10 metres (1907 rating) del programa de vela, a bord de l'Eleda.